# Stronnictwo Ludowe
Stronnictwo Ludowe (SL) – polska chłopska partia polityczna, utworzona 15 marca 1931 z połączenia PSL „Piast”, PSL „Wyzwolenie” i Stronnictwa Chłopskiego, w swoim programie domagająca się reformy rolnej bez odszkodowania i uspołecznienia niektórych gałęzi gospodarki. W 1938 SL liczyło ponad 150 tysięcy członków. W czasie okupacji niemieckiej formalnie rozwiązane stronnictwo działało jako konspiracyjne Stronnictwo Ludowe „Roch” do 1945, wchodząc w skład władz i struktur Polskiego Państwa Podziemnego.

## Historia

### Przed zjednoczeniem
Utworzenie Centrolewu przyniosło między innymi zbliżenie ugrupowań chłopskich. Klęska w wyborach brzeskich w 1930 i stosowane wobec opozycji szykany, przy dość znacznej bierności politycznej mas chłopskich, zmuszały zjednoczenia sił, zwłaszcza że Centrolew jako zorganizowane porozumienie przestał istnieć. Wzajemne kontakty i współpraca w Centrolewie wskazywały, że różnice między poszczególnymi grupami chłopskimi nie są duże. Także położenie chłopów jako warstwy społecznej było na tyle jednolite, że dążenie do jedności mogło ogarnąć wszystkie, związane z dotychczas istniejącymi stronnictwami, kręgi wsi. W połączeniu widziano jedyny sposób obrony przed narastającym uciskiem rządzącego obozu, przed coraz większą dyskryminacją chłopa jako przedstawiciela gorszej części społeczeństwa.
Wspólne przeżycia w Brześciu zbliżyły do siebie również więzionych polityków „Piasta” i „Wyzwolenia”. Zarówno Wincenty Witos, jak i jego zwolennicy w „Piaście”, byli największymi orędownikami zjednoczenia.
10 grudnia 1930 powstał z połączenia klubów; „Piasta”, „Wyzwolenia” i Stronnictwa Chłopskiego Parlamentarny Klub Posłów i Senatorów Chłopskich (54 posłów i senatorów). Jego prezesem został poseł Michał Róg z „Wyzwolenia”. Pozostałe funkcje członków prezydium rozdzielono równomiernie pomiędzy łączące się kluby. Powstanie klubu parlamentarnego przyspieszyło proces zjednoczenia stronnictw chłopskich. Rokowania trwały jeszcze trzy miesiące. Najważniejszym przedmiotem sporu była kwestia obsady stanowisk w przyszłych władzach stronnictwa oraz ustalenie wspólnych założeń programowych.

### Powstanie SL
15 marca 1931 przedstawiciele PSL „Piast”, PSL „Wyzwolenie” i Stronnictwa Chłopskiego,  na kongresie zjednoczeniowym utworzyli nową partię o nazwie  Stronnictwo Ludowe. Przyjęto trójczłonową strukturę władz naczelnych. Były to: Kongres, Rada Naczelna i Naczelny Komitet Wykonawczy.
Prezesem Kongresu (najwyższej władzy stronnictwa) został Maksymilian Malinowski z „Wyzwolenia”. Funkcje dwóch wiceprezesów objęli działacze pochodzący z pozostałych, jednoczących się ugrupowań. Prezesem Rady Naczelnej (organ uchwałodawczy i kontrolny) wybrano Wincentego Witosa z „Piasta”. Na czele Naczelnego Komitetu Wykonawczego stanął Stanisław Wrona-Merski ze Stronnictwa Chłopskiego. Sekretarzem generalnym został Kazimierz Bagiński z „Wyzwolenia”. Centralnym organem propagandowym stronnictwa stał się tygodnik „Zielony Sztandar”, którego redaktorem został Maciej Rataj. Struktura naczelnych władz stronnictwa najwybitniejszym politykom gwarantowała dotychczasowe pozycje we władzach partyjnych.

### Statut i program stronnictwa
Wraz z wyborem władz Kongres przyjął statut i program. Nowością było to że statut wprowadzał, inaczej niż we wcześniejszych stronnictwach chłopskich, jednolitą strukturę organizacyjną i ściśle określone zasady członkostwa, nakładające na członków określone obowiązki organizacyjne. W czasie kongresu 9 maja 1931 Naczelny Komitet Wykonawczy Stronnictwa Ludowego przyjął uchwałę, że dniem Święta Ludowego od tej pory będą Zielone Świątki. Ustalono też, że w dniu święta wszyscy członkowie każdego roku powinni obchodzić go:

w sposób uroczysty przez wywieszenie sztandarów stronnictwa, ozdobienie domów zielenią, itp.

Program stronnictwa w zakresie spraw politycznych obejmował: obronę przed dyktaturą, przywrócenie parlamentarno-demokratycznego systemu rządów i wolnych wyborów, niezależność sądownictwa i samorządu, respektowanie praw obywatelskich. Stronnictwo deklarowało również gotowość współdziałania z rolnikami innych narodowości w obrębie państwa. Pozostałe postanowienia miały wyraźnie kompromisowy charakter. W szczególności dotyczyło to takich, kwestii jak sprawy wyznaniowe, gdzie program nawiązywał do odpowiednich postanowień konstytucji marcowej, akcentując jednocześnie potrzebę niezależności Kościoła od państwa. Chodziło o przeciwstawienie się próbom związania duchowieństwa z rządzącym obozem.
Kluczowa dla ruchu ludowego kwestia reformy rolnej została sformułowana w sposób bardziej odpowiadający  zachowawczym tendencjom w ruchu ludowym. Zrezygnowano z głoszonego przez dawne „Wyzwolenie” i Stronnictwo Chłopskie postulatu wywłaszczenia majątków obszarniczych bez odszkodowania. Trudno bowiem uznać za jego ekwiwalent formułę o możliwości bezpłatnego przejęcia przez państwo posiadłości ziemskich przeznaczonych na cele reformy. Podkreślano przy tym znaczenie własności prywatnej jako podstawy rozwoju państwa i rolnictwa.
Duże znaczenie dla członków SL miało także opracowanie długofalowego planu gospodarczego, mającego zapewnić rolnictwu wszechstronny rozwój. Na te sformułowania nie miały wpływu zjawiska kryzysu gospodarczego, który być może trwał zbyt krótko, by dać możliwość nowego spojrzenia na sprawy gospodarcze i społeczne. Program nie zawierał też żadnej krytyki kapitalizmu. Nie podejmował też w sposób odmienny, aniżeli czyniono to przed kryzysem, spraw podstawowych dla wsi, takich jak nożyce cen i obciążenia finansowe ludności wiejskiej. Podkreślając znaczenie rolnictwa jako źródła utrzymania najliczniejszej warstwy mieszkańców Polski, program deklarował jednocześnie życzliwy stosunek do słusznych żądań rzesz robotniczych.
W programie wiele miejsca poświęcono zagadnieniom kultury i oświaty oraz demokratyzacji dostępu do szkolnictwa. Pokojowa polityka, międzynarodowa współpraca rolników jako gwarancja pokoju, rozbudowa obronności, połączona z protestem przeciwko usiłowaniom sanacji uczynienia z wojska politycznego filaru jej rządów – to dalsze elementy programu.

### Odezwa programowa
Program uzupełniała napisana  w znacznie bardziej radykalnym duchu odezwa do chłopów. Znalazły w niej wyraz, w większym stopniu niż miało to miejsce w deklaracji programowej, agrarystyczne założenia Stronnictwa Chłopskiego. Odezwa stwierdzała między innymi, iż chłopi jako najliczniejsza  warstwa w Polsce stanowią główne źródło moralnych i materialnych wartości, na których opiera się państwo i naród.
Państwo polskie – mówiła odezwa – jedynie w oparciu o szerokie masy ludu wiejskiego naturalnego gospodarza kraju, ostać się może. Na tych zasadach przyszłość Polski budować chcemy. W imię tych zasad o ziemię i władzę walczyć jesteśmy gotowi.
Odezwa deklarowała solidarność z innymi grupami polskiego świata pracy:
... braciom z miast i braciom z izb rzemieślniczych, z fabryk, kopalń i braciom z przygodnej pracy rąk żyjącym, życzymy jak najlepiej, a dla siebie domagamy się braterskiego uznawania naszych dążeń. My wam, jako i wy nam, nie tylko bracia, ale wzajemnie sobie potrzebni jesteśmy.

### Zjednoczenie w terenie
Wybór centralnych władz Stronnictwa Ludowego stanowił początek procesu zjednoczenia. Na niższym szczeblu trudniej też było zachować parytet. Podział stanowisk, mimo że niepłatnych, wzbudził wiele emocji. Procedurę nazywano złośliwie polką na trójpolówce w skrócie „trójpolówką”. Mimo trudności zasadę trójpolówki uważano za podstawę jedności i równowagi sił w organizacji oraz formę obrony przed podejmowanymi przez rządzący obóz akcjami dywersyjno-rozbijackimi.
W terenie zjednoczenie przebiegało dość powoli. Postawę wsi cechowała w tym okresie na ogół znaczna bierność, stąd też proces oddolnego zjednoczenia miał na ogół sporadyczny charakter. Działacze istniejących przed zjednoczeniem ugrupowań niechętnie dopuszczali niedawnych przeciwników politycznych do swoich organizacji terenowych. To samo zjawisko występowało w odniesieniu do prasy ludowej. Toczyła się nierzadko ostra walka o obsadę funkcji w powstających zarządach wojewódzkich. Dotyczyła ona zwłaszcza dawnych wyzwoleńców i członków Stronnictwa Chłopskiego, którzy konkurowali o wpływy na obszarze Kongresówki.
Najsprawniej stronnictwo powstawało na terenie byłego zaboru austriackiego, zwłaszcza w Krakowskiem; tworzono je opierając się na dawnej organizacji „Piasta”. W krótkim czasie teren ten stał się prawdziwą twierdzą wpływów Stronnictwa Ludowego. W procesie zjednoczenia uzewnętrzniały się konflikty o charakterze ideowym. Krytykowano, niekiedy z pozycji prawicowych, niekiedy radykalnych, nowo przyjęty program. Konflikty te podsycała sanacja poprzez działające na terenie wsi przybudówki. Ostatecznie w początkach 1932 stronnictwo opuściło kilka grup działaczy, początkowo wielkopolskich. Wkrótce też utworzone przez nich efemeryczne na ogół organizacje znalazły się w BBWR. Do połowy 1932 proces scaleniowy został w zasadzie zakończony. Powstała jednolita sieć zarządów wojewódzkich, powiatowych i zarządów kół. Włożono też wiele wysiłku w szkolenie na kursach znacznej liczby młodych aktywistów wywodzących się w większości z organizacji młodzieżowych, zwłaszcza Wici.

### Radykalizacja mas i strajki chłopskie
Na postawę wsi zaczął oddziaływać kryzys. Objawiało się to w radykalizacji mas chłopskich. Chłopi coraz częściej krytykowali zarówno sanacyjny  system rządów, jak i istniejącą sytuację gospodarczą. Niezadowoleni chłopi stawiali czynny opór bezwzględnie tłumiony przez policję.
- W czasie obchodów Święta  Ludowego w Lubli w powiecie krośnieńskim 15 maja 1932 w  starciach z policją śmierć poniósł jeden chłop – Franciszek Czernicki.
- W Łapanowie koło Bochni zginęło pięciu.
- W powiecie leskim chłopi wystąpili w około 20 wsiach (razem ok. 8 tys.), przyczyną była pogłoska o przywróceniu pańszczyzny. W starciach z policją zginęło sześciu chłopów.

Niezadowolonych chłopów w ich walce wspierało stronnictwo. Od 1932 SL samo zaczęło organizować strajki chłopskie. Pierwszy strajk w lutym 1932 w jednym z najlepiej przez SL zorganizowanych powiatów – limanowskim. Hasłem mobilizującym było żądanie obniżenia opłat targowych. W marcu strajk w powiecie Dąbrowa Tarnowska. W kwietniu SL, za pośrednictwem kierowanego przez jego działaczy Związku Zawodowego Rolników, ogłosiło bojkot targowisk w Łowiczu. Potem strajkowali ludowcy powiatu Mińsk Mazowiecki. Nastąpiło głośne starcie przy okazji strajku rolnego w Jadowie w powiecie radzymińskim. Chłopi siłą przeciwstawili się tam policji, broniąc uczestników wystąpień przed aresztowaniem. Policja użyła broni. Trzech chłopów zginęło, kilku odniosło rany. Dokonano wśród strajkujących aresztowań. We wrześniu strajkowali chłopi województwa warszawskiego. Najaktywniej wystąpili w powiecie warszawskim. Czynnie przeciwstawiano się łamistrajkom usiłującym złamać postanowienia o bojkocie. Najliczniejsze były tu też aresztowania. Sukcesem było zmniejszanie opłat targowych.

### Rozwój SL
Skutki kryzysu oraz rządów sanacji dotknęły w większym stopniu wieś niż miasto. Ograniczanie kompetencji samorządów, utrudnianie dostępu do szkół, pańska postawa większości urzędników – dobrze sytuowanych na tle powszechnej biedy na wsi, samowola i szykany policjantów, w połączeniu z brakiem perspektyw na przyszłość wpływały na postawy i poglądy wielu chłopów. Pewna część z nich wstępowała do ruchu rewolucyjnego, inni napływali do Stronnictwa Ludowego.
W 1932 SL przeżyło burzliwy okres rozwoju. Powstało wówczas 1287 nowych kół, najwięcej do 1939. W maju 1933 Stronnictwo liczyło ponad 3 tys. kół i 120 tys. członków. Dysponowało siecią organizacyjną w około 170 powiatach, przede wszystkim w Małopolsce, w województwach centralnych i w Poznańskiem. Znacznie słabszymi wpływami dysponowało na Kresach Wschodnich i na Pomorzu. Z SL współdziałał formalnie od niej niezależny „Wici”, liczący około 40 tys. członków. Pod bezpośrednimi wpływami SL i związanych z nim  organizacji znajdowało się około 200 tys. chłopów. Biorąc pod uwagę warunki wiejskie, w których przynależność do partii opozycyjnej nie dawała się ukryć i pociągała za sobą zazwyczaj niemal codzienne szykany, a nawet represje, stanowiło to poważną siłę, z której istnieniem rządzący obóz musiał się stale liczyć.

### Radykalizacja SL
Z napływem nowych członków stronnictwo przechodziło proces wyraźnej radykalizacji. Kolejne strajki chłopskie organizowane przez SL pokazywały, że organizacja w coraz większym stopniu nastawia się na walkę z rządzącym obozem. Zmiany następowały także w postawach ideologicznych. Witos, który wówczas wyrastał na czołowego antysanacyjnego przywódcę, również zmienił swe poglądy polityczne. Duże wrażenie wywarł jego wywiad zamieszczony w socjalistycznym  dzienniku „Naprzód” w listopadzie 1932. Witos mówił w nim o potrzebie zlikwidowania wielkiej własności rolnej i przekazania chłopom ziemi bez odszkodowań, widząc w tym jedyną szanse na poprawę ich sytuacji materialnej. Uważał także że kapitalizm jest już przeżytkiem który wyraźnie się nie sprawdził i chciał działać w ścisłym porozumieniu z całą lewicą demokratyczną.

### Kongres Stronnictwa w 1933
W maju 1933 na pierwszym po zjednoczeniu kongresie SL Witos niezwykle ostro krytykował sanację, wykazując jej niezdolność do wyprowadzenia Polski z kryzysu.
Kongres przyjął zmianę programu z 1931 w zakresie reformy rolnej. W miejsce parcelacji za odszkodowaniem żądano bezzwłocznego i bezpłatnego przejęcia przez państwo wielkich obszarów  ziemskich. Na kongresie ostro krytykowano rządy sanacji, wzywano do usunięcia dyktatury (krytykowano też dyktatorskie zapędy ND), protestowano przeciwko nowej ustawie samorządowej oraz projektom nowej konstytucji. Wiele rezolucji miało wyraźnie antykapitalistyczny charakter. Aby uniknąć konfliktów na tym tle personalnym, utrzymano niemal bez zmian dotychczasową obsadę stanowisk i strukturę władz centralnych stronnictwa.

### Represje i skutki
W tym czasie na wsi nadal buntowano się przeciwko sanacji. Jeszcze przed kongresem w kwietniu, w Kasinie Wielkiej pod Limanową, w trakcie próby rozwiązywania przez policję zebrania SL – dwóch chłopów zginęło, kilku odniosło rany. W końcu maja nastąpiło starcie  między wsią a poborcą podatkowym w Kozodrzy w powiecie ropczyckim. Gdy do akcji przystąpiła policja, chłopi  spontanicznie zorganizowali obronę, która rozszerzyła się na obszar kilku powiatów. Przez dwa tygodnie trwało chłopskie pogotowie. Najbardziej krwawy był jednak czerwiec kiedy podczas walk z policją śmierć podniosło kilkunastu chłopów.
Władze państwowe w końcu czerwca 1933 przystąpiły do bardziej stanowczego uspokajania sytuacji na wsi. Aresztowano kilka tysięcy osób, kilkaset odesłano do więzienia. Podczas przeprowadzanych masowo rewizji policja celowo niszczyła dobytek chłopski oraz rekwirowała żywność. W październiku 1933 rozpoczęła się seria procesów przeciwko chłopom, w wyniku czego 9 z nich skazano nawet na kary do 5 lat więzienia.
Wystąpienia chłopów, miały miejsce przede wszystkim na terenie Małopolski i w znacznym stopniu miały charakter żywiołowy. Były dowodem determinacji (bieda galicyjska) i woli walki mas ludowych lecz nie ogarnęły szerszych obszarów kraju. Wczesną jesienią fala wystąpień chłopskich zaczęła opadać.
Na represje narażeni byli także działacze SL, w szczególności pochodzący z terenu objętego rozruchami. Propaganda sanacyjna wzywała do rozwiązania stronnictwa i uwięzienia samego Witosa, któremu przypisywała odpowiedzialność za wystąpienia chłopów. Taktyka rządzącego obozu wywierała znaczny wpływ na stosunki w stronnictwie. Przeciwnicy Witosa, przede wszystkim wywodzący się z dawnego Stronnictwa Chłopskiego i "Wyzwolenia", występowali przeciw zaostrzeniu walki. Woleli ograniczyć się do wystąpień opozycyjnych w sejmie.
Sam Witos który wyrósł już najbardziej na bezkompromisowo nastawionego przywódcę chłopskiego o ciągle rosnącym  autorytecie, uważał za konieczne zaostrzenie oporu. Rzucił hasło podzielane też przez liczną rzesze młodych ludowców opuszczenia przez opozycję parlamentu brzeskiego. Brał pod uwagę ewentualność przejścia stronnictwa do podziemia. Swoje koncepcje zaprezentował na Radzie Naczelnej SL we wrześniu 1933. Wobec wrogości endecji i słabości socjalistów proponował, by stronnictwo podjęło samodzielną walkę, niezależnie od stanowiska ewentualnych sojuszników. Witos zmodyfikował także cele programowe. Oświadczył że:
przemysł musi być upaństwowiony i korzyści z niego płynące rozdzielane sprawiedliwie  między obywateli.
SL zaczęło coraz częściej głosić hasła wyraźnie antykapitalistyczne. Radykalizował się  też program "Wici". Proces ten przebiegał nie bez wahań i niekonsekwencji. Dowodem zmiany postaw ideowych czołowych członków organizacji stały się konferencje wiciarzy, z najgłośniejszą w Kępie Celejewskiej koło Garwolina w lipcu 1933. Związani z Witosem działacze, głównie z Małopolski, podjęli inicjatywę tworzenia zakonspirowanej siatki stronnictwa.
Tworzono trójki, piątki, grupy koordynujące, niezależne od legalnie istniejących ogniw SL. W początkach 1934 do tajnych struktur organizacji należało już około  tysiąca członków.
28 września 1933 liderzy partii Wincenty Witos, Władysław Kiernik i Kazimierz Bagiński w obawie przed represjami opuścili Polskę. Pod nieobecność Witosa, przebywającego w Czechosłowacji, SL w latach 1936–1939 kierowali Maciej Rataj (do 1937 i od 1938) oraz Stanisław Mikołajczyk (1937–1938).
Emigracja najbardziej bezkompromisowo antysanacyjnie nastawionych polityków wpłynęła uspokajająco na sytuację w stronnictwie. Jednocześnie represje i załamanie się nadziei na osiągnięcie sukcesu w drodze jednorazowego zrywu i obalenie rządów sanacji, zmniejszyły aktywność mas chłopskich, a w konsekwencji i aktywności stronnictwa.
Na nastroje oddziaływały też wyniki przeprowadzonych, po uchwaleniu ustawy o unifikacji samorządu, wyborów do rad gromadzkich i gminnych. Za pomocą nacisku i fałszerstw sanacja uzyskała większość mandatów. Stronnictwo zajęło pierwsze miejsce wśród ugrupowań opozycyjnych. Wyniki te, mimo że mogły być uważane w danych warunkach za sukces, przyczyniły się do pogłębienia nastrojów bierności i zniechęcenia. Zmalała liczba zakładanych kół SL. Od udziału w pracach odstąpiła znaczna część dotychczasowych aktywistów.

### Zmiana kursu
Po wyjeździe z Polski emigrantów brzeskich wzmogła się walka o opanowanie kierownictwa przez przywódców dawnego „Wyzwolenia” i Stronnictwa Chłopskiego. Obie frakcje rywalizowały o wpływy w województwach centralnych. Jednocześnie w obu rodziły się tendencje do złagodzenia postawy opozycyjnej wobec rządzących. Jeszcze niejako siłą rozpędu klub sejmowy zgłosił kilka interpelacji  protestujących przeciwko szykanom administracyjnym oraz złożono wniosek o votum nieufności dla marszałka Sejmu Kazimierza Świtalskiego. Wkrótce jednak do rządu weszli dwaj dawni członkowie „Wyzwolenia” – Marian Zyndram-Kościałkowski i Juliusz Poniatowski. Wraz z innymi posunięciami rządzącego obozu zostało to przyjęte przez część opozycji jako chęć pozyskania sojuszników wśród niezależnych od sanacji ugrupowań politycznych. Wprawdzie Naczelny Komitet Wykonawczy uznał za stosowne przyjąć rezolucję, iż nieprawdą jest jakoby stronnictwo zmieniło swój opozycyjny stosunek do rządzącego obozu, lecz  nie wpłynęło to w sposób widoczny na stanowisko znacznej grupy przywódców SL. Prezes klubu poselskiego Michał Róg, sekretarz generalny stronnictwa Jan Smoła, a także i inni wypowiadali się, niekiedy publicznie, w sposób korzystny dla sanacji. Prasa rozpuszczała pogłoski o rozmowach działaczy SL z czołowymi politykami sanacyjnymi.
W kwietniu 1934, w związku z nie potwierdzonymi zresztą przez sąd zarzutami natury finansowej, przestał pełnić funkcję prezesa NKW, a kilka miesięcy później wystąpił ze stronnictwa Wrona. Wokół niego skupiła się grupa kilkudziesięciu działaczy byłego Stronnictwa Chłopskiego. Znalazło się wśród nich 41 członków Rady Naczelnej, 5 członków NKW z jego prezesem Andrzejem Waleronem, 14 członków klubu parlamentarnego, 3 prezesów wojewódzkich i 23 prezesów zarządów  powiatowych. Zaczęli oni wydawać w sierpniu 1934 tygodnik „Polska Ludowa”. Pismo, deklarujące wierność stronnictwu, stało się w rzeczywistości bazą organizacyjną przygotowań rozłamowych. Władze stronnictwa, w którym działacze związani z pismem mieli bardzo poważne wpływy, prowadziły politykę zmierzającą do przezwyciężenia kryzysu, ale jak okazało się później, ograniczyła się ona wyłącznie do sprawy stosunku wobec sanacji. Stąd w kolejnych uchwałach stwierdzano na przykład, że pismo nie ma  nic wspólnego z ruchem ludowym, że jego działalność jest szkodliwa, a wreszcie uznano je za organ stronnictwa.
Na miejsce Stanisława Wrony, aby zachować zgodną z zasadą trójpolówki równowagę we władzach, prezesem NKW wybrano Stanisława Mikołajczyka. Nie obsadzoną wskutek zrzeczenia się przez Witosa funkcję prezesa Rady Naczelnej objął polityczny przyjaciel Stanisława Wrony – Andrzej Waleron. W kwietniu 1936 prezesem NKW został Maciej Rataj. Podjęto wówczas uchwałę o zaprzestaniu polemiki z działaczami byłego Stronnictwa Chłopskiego. Jak się okazało, stanowiło to ostatnią próbę utrzymania jedności stronnictwa.

### Ponowna aktywacja
W 1937 cierpliwość chłopów wciąż czekających na zmiany się skończyła. Niezrealizowanie przez rząd sanacyjny postulatów ze zjazdu Stronnictwa Ludowego (styczeń 1937) było tego bezpośrednią przyczyną. Domagano się wówczas amnestii dla emigrantów politycznych skazanych w procesie brzeskim (1931–1932), zmiany ordynacji wyborczej do sejmu i senatu, demokratyzacji rządów. W proteście zorganizowano strajk chłopski. Polegał na powstrzymaniu się od zakupów i wszelkiej sprzedaży towarów rolnych w dniach od 16 do 25 sierpnia 1937. Organizowany w całej Polsce (oprócz Pomorza, Śląska i kresów wschodnich), najbardziej masowy i gwałtowny przebieg miał w Małopolsce, gdzie w starciach z policją zginęło 46 osób.
W sytuacji zagrożenia zewnętrznego problemy wewnętrzne zeszły na plan dalszy. Wiece patriotyczne oraz zbieranie funduszy na FON odwróciły uwagę mas od kwestii demokratyzacji.

## Wojna
Po klęsce wrześniowej SL przeszło do konspiracji i działało pod kryptonimem SL „Roch” i „Trójkąt”. Skupiało kilkadziesiąt tysięcy działaczy.

## Rozłam
8 lipca 1945 – kilka dni po powrocie Mikołajczyka do kraju – odbyła się w Warszawie konferencja, w której uczestniczyli członkowie przedwojennego Naczelnego Komitetu Wykonawczego SL, podziemnego Centralnego Kierownictwa Ruchu Ludowego oraz przedstawiciele zarządów wojewódzkich SL. Postanowiono ujawnić konspiracyjne struktury SL „Roch” oraz powołano Tymczasowy Komitet Wykonawczy SL. 12 lipca organ ten wyłonił prezydium, w którym funkcję prezesa powierzono podupadającemu na zdrowiu Wincentemu Witosowi, natomiast pierwszym wiceprezesem został Stanisław Mikołajczyk.
Tymczasem niezauważalnie doszło do rozłamu. W okresie 1944–1945 część działaczy chłopskich, współdziałających z komunistami, zorganizowała własne struktury partyjne, również pod nazwą Stronnictwo Ludowe, skupiając latem 1945 do 200 tysięcy osób. Było ono członkiem powstałej w 1944 z inspiracji PPR Komisji Porozumiewawczej Stronnictw Demokratycznych. Przywódcy obu Stronnictw Ludowych nie doszli do porozumienia w sprawie zjednoczenia i dlatego 22 sierpnia 1945 Prezydium Krajowej Rady Narodowej wyraziło zgodę na działalność partii Stanisława Mikołajczyka, która odtąd występowała pod nazwą Polskie Stronnictwo Ludowe. Większość członków SL razem z jego ówczesnym przewodniczącym Stanisławem Bańczykiem przeszła do mikołajczykowskiego PSL, zaś on sam został wiceprezesem PSL.
Prokomunistyczne Stronnictwo Ludowe wraz z ugrupowaniem PSL-Lewica (utworzonym jesienią 1947 po ucieczce Stanisława Mikołajczyka) stanowiło trzon późniejszego Zjednoczonego Stronnictwa Ludowego, na którego czele stanął Józef Niećko.